# Vîsoke Pole, Krîvîi Rih
Vîsoke Pole (în ucraineană Високе Поле) este un sat în comuna Ordjonikidze din raionul Krîvîi Rih, regiunea Dnipropetrovsk, Ucraina.

## Demografie
Componența lingvistică a localității Vîsoke Pole
     Ucraineană (88,16%)
     Rusă (10,53%)
Conform recensământului din 2001, majoritatea populației localității Vîsoke Pole era vorbitoare de ucraineană (88,16%), existând în minoritate și vorbitori de rusă (10,53%).